# Stor-Häggsjön, Ångermanland
Stor-Häggsjön är en sjö i Sollefteå kommun i Ångermanland och ingår i Ångermanälvens huvudavrinningsområde. Sjön har en area på 0,51 kvadratkilometer och ligger 361,2 meter över havet. Sjön avvattnas av vattendraget Häggsjöbäcken.

## Delavrinningsområde
Stor-Häggsjön ingår i det delavrinningsområde (698180-156628) som SMHI kallar för Inloppet i Bjursjön. Medelhöjden är 338 meter över havet och ytan är 31,25 kvadratkilometer. Det finns inga avrinningsområden uppströms utan avrinningsområdet är högsta punkten. Häggsjöbäcken som avvattnar avrinningsområdet har biflödesordning 4, vilket innebär att vattnet flödar genom totalt 4 vattendrag innan det når havet efter 108 kilometer. Avrinningsområdet består mestadels av skog (74 procent) och sankmarker (13 procent). Avrinningsområdet har 0,75 kvadratkilometer vattenytor vilket ger det en sjöprocent på 2,4 procent.